# Adrián José Hernández Acosta
Adrián José Hernández Acosta, més conegut com a Pollo, és un futbolista canari. Va nàixer a Mogán, 2 de maig de 1983 i ocupa la posició de migcampista.

## Trajectòria esportiva
Format al planter del Maspalomas i la UD Las Palmas, entre el 2002 i 2005 destaca a la UD Vecindario. S'hi integra al filial de l'Atlètic de Madrid, amb qui arriba a debutar a primera divisió.
Sense continuïtat a l'equip matalasser, el 2007 retorna a les Canàries per militar a la Universidad de Las Palmas CF primer i a la UD Las Palmas després.